# ویتالی پتروف (مربی دو و میدانی)
ویتالی آفاناسویچ پتروف (اوکراینی: Віталій Опанасович Петров, روسی: Виталий Афанасьевич Петров، زاده ۶ اکتبر ۱۹۴۵ در دونتسک) یک مربی دو و میدانی اوکراینی است که عمدتاً در ورزش پرش با نیزه تخصص دارد. او مربی ورزشکارانی مانند سرگئی بوبکا، یلنا ایسینبایوا و جوزپه جیبیلیسکو بود که هر سه قهرمان جهان بودند و دو نفر اول نیز مدال‌های طلای المپیک را به دست آوردند و رکوردهای جهانی در این زمینه ثبت کردند.

## زندگی‌نامه

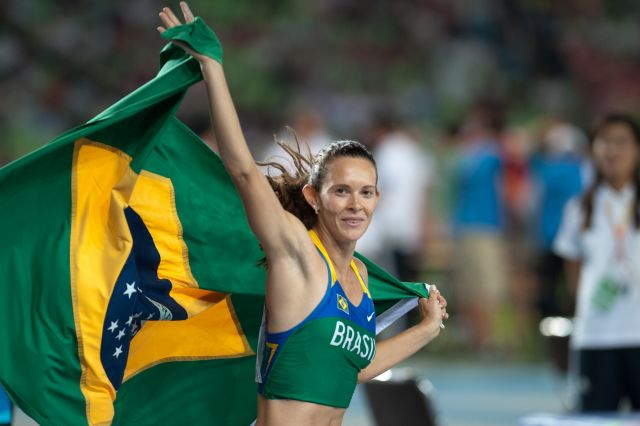
فابیانا مورر، قهرمان پرش با نیزه برزیلی، با مربیگری پتروف، قهرمان جهان شد.

ویتالی پتروف اولین مربی سرگئی بوبکا بود که در سال ۱۹۷۴، زمانی که بوبکا فقط یازده سال داشت، شروع به آموزش او کرد. این همکاری در ۱۶ ژوئن ۱۹۹۰ پس از ۱۶ سال قطع شد. او همچنین مربیگری جوزپه جیبیلیسکو ایتالیایی (۲۰۰۳–۲۰۰۷ و ۲۰۱۱) و یلنا ایسینبایوا روسی (۲۰۰۵–۲۰۱۰) را برعهده داشته‌است. پتروف مربی اصلی مرکز پرش با نیزه در فورمیای ایتالیا بود.
او در سال ۲۰۰۷ جایزه مربیان فدراسیون بین‌المللی دو و میدانی را به دلیل موفقیت‌هایش با ایسینبایوا از سوی اتحادیه بین‌المللی دو و میدانی دریافت کرد. همچنین وی در سال ۲۰۱۰ مربیگری فابیانا مورر را در ایتالیا برعهده داشت.

## دستاوردها
| ورزشکار          | سال  | رقابت          | محل         | رویداد      | نتیجه | اندازه گرفتن | یادداشت |
| ---------------- | ---- | -------------- | ----------- | ----------- | ----- | ------------ | ------- |
| سرگئی بوبکا      | ۱۹۸۳ | قهرمانی جهان   | هلسینکی     | پرش با نیزه | ۱     | ۵٫۷۰ متر     |         |
| سرگئی بوبکا      | ۱۹۸۷ | قهرمانی جهان   | رم          | پرش با نیزه | ۱     | ۵٫۸۵ متر     |         |
| سرگئی بوبکا      | ۱۹۸۸ | بازی‌های المپیک | سئول        | پرش با نیزه | ۱     | ۵٫۹۰ متر     |         |
| جوزپه جیبیلیسکو  | ۲۰۰۳ | قهرمانی جهان   | پاریس       | پرش با نیزه | ۱     | ۵٫۹۰ متر     |         |
| جوزپه جیبیلیسکو  | ۲۰۰۴ | بازی‌های المپیک | آتن         | پرش با نیزه | ۳     | ۵٫۸۵ متر     |         |
| یلنا ایسینبایوا  | ۲۰۰۵ | قهرمانی جهان   | هلسینکی     | پرش با نیزه | ۱     | ۵٫۰۱ متر     |         |
| یلنا ایسینبایوا  | ۲۰۰۷ | قهرمانی جهان   | اوزاکا      | پرش با نیزه | ۱     | ۴٫۸۰ متر     |         |
| یلنا ایسینبایوا  | ۲۰۰۸ | بازی‌های المپیک | پکن         | پرش با نیزه | ۱     | ۵٫۰۵ متر     |         |
| فابیانا مورر     | ۲۰۱۱ | قهرمانی جهان   | دایگو       | پرش با نیزه | ۱     | ۴٫۸۰ متر     | =       |
| فابیانا مورر     | ۲۰۱۵ | قهرمانی جهان   | پکن         | پرش با نیزه | ۲     | ۴٫۸۵         |         |
| تیاگو براز       | ۲۰۱۶ | بازی‌های المپیک | ریودوژانیرو | پرش با نیزه | ۱     | ۶٫۰۳ متر     |         |
| تیاگو براز       | ۲۰۲۱ | بازی‌های المپیک | توکیو       | پرش با نیزه | ۳     | ۵٫۸۷ متر     |         |
| ارنست جان اوبینا | ۲۰۲۲ | قهرمانی جهان   | یوجین       | پرش با نیزه | ۳     | ۵٫۹۴ متر     | AR      |